# Municipio de High Forest
El municipio de High Forest (en inglés: High Forest Township) es un municipio ubicado en el condado de Olmsted en el estado estadounidense de Minnesota. En el año 2010 tenía una población de 976 habitantes y una densidad poblacional de 9,47 personas por km².

## Geografía
El municipio de High Forest se encuentra ubicado en las coordenadas 43°52′52″N 92°30′40″O / 43.88111, -92.51111. Según la Oficina del Censo de los Estados Unidos, el municipio tiene una superficie total de 103.1 km², de la cual 102,95 km² corresponden a tierra firme y (0,15 %) 0,15 km² es agua.

## Demografía
Según el censo de 2010, había 976 personas residiendo en el municipio de High Forest. La densidad de población era de 9,47 hab./km². De los 976 habitantes, el municipio de High Forest estaba compuesto por el 98,87 % blancos, el 0,31 % eran afroamericanos, el 0,1 % eran amerindios, el 0,1 % eran asiáticos, el 0,1 % eran de otras razas y el 0,51 % eran de una mezcla de razas. Del total de la población el 0,61 % eran hispanos o latinos de cualquier raza.